# Иван Стевовић
Иван Стевовић (Београд, 6. септембар 1910 — Београд, 4. фебруар 1999) био је југословенски и српски фудбалер.

## Биографија
Рођен је 6. септембра 1910. године у Београду. Фудбалску каријеру је почео у млађим категоријама београдског БУСК-а. Фудбалски се афирмисао у „плавом“ дресу БСК Београда за који је наступао у периоду од 1931. до 1938. године. Три пута је освајао првенство са БСК Београдом (1933, 1935 и 1936). Кратко време је играо у Француској, али се брзо вратио и каријеру завршио у дресу СК Јединство из Београда 1944. године, играјући на позицији десног бека. Био је један од најбољих центархалфова класичног стила игре, високих техничких способности, изванредан у игри главом и добар „разбијач“ противничких акција. Био је последњи велики центархалф класичног стила игре у Београду.
Чак је 24 пута облачио дрес градске селекције Београда, а пет пута је бранио боје репрезентације Југославије и постигао један гол. Дебитовао је 10. септембра 1933. против Пољске (резултат 3:4) у Варшави (заменио Густава Лехнера), од националног тима се опростио шест година касније — 2. фебруара 1939. у пријатељској утакмици против Немачке у Берлину (резултат 2:3). Једини гол за репрезентацију постигао је на чувеној утакмици 1934. године против Бразила, када је Југославија нанела „кариокама” један од најтежих пораза у историји и победила са 8:4.
Радио је као фудбалски тренер и био врло успешан, како у Србији, тако и у иностранству (Египат, Кувајт и Грчка). Преминуо је 4. фебруара 1999. године у Београду.

## Голови за репрезентацију
Голови Стевовића у дресу са државним грбом.
| #  | Датум        | Место   | Противник | Гол | Резултат | Такмичење            |
| -- | ------------ | ------- | --------- | --- | -------- | -------------------- |
| 1. | 3. јун 1934. | Београд | Бразил    | 1:1 | 8:4      | Пријатељска утакмица |

## Успеси
- БСК Београд
  - Првенство Југославије: 1933, 1935, 1936.